# Chronik der Anna Magdalena Bach
Chronik der Anna Magdalena Bach (br: A Crônica de Anna Magdalena Bach) é um filme ítalo-alemão de 1968 dirigido pelos cineastas franceses Jean-Marie Straub e Danièle Huillet. 
Primeiro longa-metragem da dupla, e que teria levado quase uma década para ser financiado, o filme conta com o renomado cravista holandês Gustav Leonhardt no papel do célebre compositor alemão Johann Sebastian Bach, e foi o primeiro de muitos filmes da dupla de diretores a serem baseados em obras de música clássica.